# 劇団室生春カンパニー
劇団室生春カンパニー風の森（げきだん むろうしゅんかんぱにー　かぜのもり）は、日本の劇団。1982年、に設立される。主宰・演出家は室生春。活動拠点は主に中野区を中心としている。1998年に前身である北門館から名前を変え、2012年4月28日付けで劇団室生春カンパニーから劇団室生春カンパニー風の森に名前を変更し今に至る。2012年で劇団室生春カンパニー風の森は創立30周年を迎える。

## 公演作品

### 北門館1982年～1997年
- 1982年5月　背伸びのワルツ　新宿特設劇場
- 1982年12月　天井裏マドモアゼル　新宿センタービルNCホール
- 1983年5月　銀座シンデレラ物語　アートシアター新宿
- 1983年8月　北極王女　小樽魚藍館
- 1984年1月　月光サンタクリス　タイニイアリス
- 1984年5月　縄文舞姫　アートシアター新宿
- 1984年8月　宇宙人形　小樽魚藍館
- 1984年9月　宇宙人形~完結編~　新宿シアターモリエール
- 1985年2月　侍女航海日誌　タイニイアリス
- 1985年5月　月夜の踊り子　アートボックスホール
- 1985年8月　大根姫幕情~北海道編~　小樽魚藍館
- 1985年9月　大根姫幕情~ねりま編~　練馬スーパーロフト
- 1986年1月　ゼリンガの微章　タイニイアリス
- 1986年9月　二度目のアンソロジー　アートシアター新宿
- 1987年4月　黄金塔　アートシアター新宿
- 1987年9月　遊女回樓伝　パモス青芸館
- 1988年9月　瑪瑙を捜す女　パモス青芸館
- 1989年7月　チェリーの赤い翅　アートシアター新宿
- 1990年2月　ROSE　アートシアター新宿
- 1990年6月　Birthday waltz　タイニイアリス
- 1990年11月　螺旋鏡のアリス　アートシアター新宿
- 1992年2月　ガード下十字軍　芸術劇場小ホール
- 1992年7月　ジャスミン　芸術劇場小ホール
- 1993年7月　アベルの濁り絵　武蔵野芸能劇場
- 1993年9月　赤い靴の少女　ベニサンピット
- 1994年6月　天正のプリンス　エウロス
- 1995年6月　仮面の楽園　エウロス
- 1997年4月　Happy Princess　松ヶ丘シニアプラザ
- 1997年6月　マリヨンの欠片　ベニサンピット

### 室生春カンパニー1998年~2005年
- 1998年6月　スランガステンの指輪　アールコリン
- 1998年10月　ルフランの赤い風　銀座小劇場
- 1999年3月　天正のプリンス-室生春独り舞台-　テアトルムーサ(杮落とし公演)
- 1999年6月　マリーの聖杯　銀座小劇場
- 1999年9月　アンデルセン ～哀しきマドリガル～　東京都児童会館
- 1999年10月　アンデルセン ～哀しきマドリガル～　練馬文化センター大ホール
- 1999年11月　夕顔の爪　テアトルムーサ
- 2000年6月　ROSE ～林檎城の円窓～　テアトルムーサ
- 2000年7月　仮面の楽園　テアトルムーサ(プロデュース公演)
- 2000年9月　雪の女王　東京都児童会館
- 2000年11月　クピドの浮世絵　テアトルムーサ
- 2001年4月　スレンドラの夢　なかのZERO小ホール
- 2001年6月　宙の森の少女　新宿シアターモリエール
- 2001年11月　DETARAME夜想曲　テアトルムーサ
- 2001年12月　ハムレット-室生春独り舞台-　テアトルムーサ
- 2002年11月　ロイド　なかの光座
- 2003年6月　二都物語 ～赤き花びらの行方～　新宿アイランドホール(プロデュース公演)
- 2003年12月　万葉のジュピター　なかの光座
- 2004年7月　ROSE ～林檎城の円窓～ 弥生町青春編　阿佐ヶ谷かもめ座(若手育成公演)
- 2005年2月　月下のプリンスオスカー　阿佐ヶ谷かもめ座(若手育成公演)
- 2005年7月　マスカレイド ～陽気なる一族～　アールコリン
- 2005年9月　マクベス　阿佐ヶ谷かもめ座(研究生中間発表)
- 2005年12月　二都物語 ～赤き花びらの行方～　武蔵野公会堂(特別公演)

### 室生春カンパニー2006年～2012年
- 2006年3月　湯気のなかのアリア　アールコリン(研究生修了記念公演)
- 2006年6月　ダイナ城のアリス　ザムザ阿佐ヶ谷
- 2006年9月　メデイア　阿佐ヶ谷かもめ座(研究生中間公演)
- 2006年11月　万葉のジュピター　銀座小劇場
- 2007年3月　三丁目のイヤーゴー　阿佐ヶ谷かもめ座(研究生修了公演)
- 2007年6月　レフ　ザムザ阿佐ヶ谷
- 2007年7月　ヴェニスの商人　TRANCE MISSION(研究生中間公演)
- 2007年12月　アンナ・カレーニナ ～遥かなる愛のフーガ～　セシオン杉並(劇団25周年記念公演)
- 2008年3月　マクベスによろしく　阿佐ヶ谷かもめ座(研究生修了公演)
- 2008年6月　バリキュラの鈴　ザムザ阿佐ヶ谷
- 2008年7月　ジュリアス・シーザー　阿佐ヶ谷かもめ座(研究生中間公演)
- 2008年12月　夕顔の森 ～香子のプリズムトリップ～　武蔵野公会堂
- 2009年3月　林檎城の円窓　阿佐ヶ谷かもめ座(研究生修了公演)
- 2009年6月　月映のエデン　ザムザ阿佐ヶ谷
- 2009年9月　ジャン・ヴァルジャン　ムーヴ町屋(プロジェクト公演)
- 2009年12月　アンナ・カレーニナ ～遥かなる愛のフーガ～　セシオン杉並
- 2010年3月　三丁目のイヤーゴー　野方区民センター
- 2010年6月　湯気のなかのアリアⅡ　アールコリン
- 2010年7月　アウリスのイフィゲネイア　野方区民センター(研究生中間公演)
- 2010年12月　シラノ・ド・ベルジュラック　新宿シアターモリエール
- 2011年7月　キトキの月想曲　ザムザ阿佐ヶ谷
- 2011年7月　アンティゴネ　野方区民センター(研究生中間公演)
- 2011年12月　リア王～戯れと嘆きのロマンセ～　新宿シアターモリエール
- 2012年3月　林檎城の円窓　荻窪小劇場(研究生修了公演)

### 室生春カンパニー風の森2012年～現在
- 2012年6月　果てしの花園【ROSE】【JASMINE】　荻窪小劇場(劇団30周年記念公演)

## 劇団員
- 風斗海健
- 藤崎ナオ
- 田村好美
- 江口浩樹
- 五亮甘太
- 新垣龍一
- 伊藤衣里
- 栗城勇佑
- 志村有紀
- 阿部孝行
- 岩崎由季
- 水野玉絵

## 準劇団員
- 小林法子
- 後藤利恵
- 坂田誠介

## 専攻研修生
- 池田諒介
- 高橋結香
- 原田薫
- 宮腰桃子